# Courtship Dating
„Courtship Dating” – pierwszy singel z debiutanckiego albumu zespołu Crystal Castles. Utwór został wydany 31 marca 2008 roku chociaż piosenka wyciekła do internetu już w 2006 roku. Courtship Dating został przyjęty pozytywnie przez krytyków, NME określił go jako "synth-pop przepełniony cichymi krzykami, szarpaniem basu oraz najlepszy kawałek od czasu ukazania się utworu The Knife "Silent Shout".

## Track lista

### 7": Play It Again SamUK
1. Courtship Dating - 3:32
2. Trash Hologram (Demo) - 2:14

### 7": Last GangCanada
1. Courtship Dating - 3:32
2. Trash Hologram (Demo) - 2:14

## Wyróżnienia
| Publikacja      | Kraj | Wyróżnienie                  | Rok  | #   |
| --------------- | ---- | ---------------------------- | ---- | --- |
| NME             | UK   | 50 najlepszych utworów roku  | 2008 | #44 |
| Pitchfork Media | USA  | 100 najlepszych utworów roku | 2008 | #60 |